# بشامون
بشامون هي قرية لبنانية من قرى قضاء عاليه في محافظة جبل لبنان. ينتمي سكان القرية إلى الطائفة الدرزية والمسيحية.

## الموقع والخصائص
بشامون ارتبط تاريخها بمعركة تحقيق استقلال الجمهورية اللبنانية من رقبة الانتداب الفرنسي، تقع في منطقة الشّحار في قضاء عاليه على متوسط ارتفاع 550متر عن سطح البحر، وعلى مسافة 18 كلم عن بيروت و7كلم عن مركز القضاء. مساحة أراضيها 700 هكتار، كانت زراعتها الرئيسية زيتون، كما كان فيها لوز وأشجار أخرى مثمرة وبعض الخضار الموسمية.حاليا لم ييق فيها سوى الزراعة البيتية.
إن العمران الكثيف الذي اجتاحها في ربع القرن الأخير قد غير معالمها، فنمت على اطرافها القريبة من الساحل منطقة عمرانية تبدو مزيجاً من الأبنية الحديثة الطراز والفيلات الفخمة، وبعض أبنية الحجر الجميلة، كما انها تحتوي على مدينة صناعية وعلى عدد كبير من المدارس. أما عدد أهاليها المسجلين فقرابة 4500 نسمة من أصلهم حوالى 1950 ناخباً، اما عدد الوافدين فيقدر بأكثر من ثلاثين الفا.

## الاسم والآثار
رد حبيقة وأرملة أصل الاسم إلى «بيت شامون» دون تفسير المعنى، اما فريحة فوضع له عدّة احتمالات بردّه إلى السريانية-الآرامية هي: Bet Shamuna ومعناه بيت الدرهم، أو Bet Shmuna والتاريكان الكآبة، أو أن يكون الجزء الثاني من الاسم من جذر «شمن» الذي يعني السمنة والخصوبة. أما الاحتمال الأخير الذي مال إلى ترجيحه هو أن يكون أصل الاسم Bet Eshmoun أي معبد أشمون، وأشمون إله فينيقي تبرّك باسمه العديد من الأشخاص والمناطق في التاريخ..
من آثار الحقبة الحديثة في بشامون، سرايا الست حبوس إرسلان في وسط البلدة، يعود تاريخها إلى حكم الأمراء الأرسلانيين للمنطقة قبل المتصرفية. أما الأثر الذي تفتخر به بشامون فهو بيت متواضع كان يعرف ببيت حسين الحلبي، وهو المكان الذي انتقل اليه وزراء حكومة الاستقلال الذين نجوا من الاعتقال في العام 1943 والذي أصبح يطلق عليه بعدها«بيت الاستقلال» ومازال أول علم لبناني محفوظا فيه، يصبح البيت مزارا في عيد الاستقلال من قبل المسؤولين والمؤسسات التربوية...